# Ельєр Посо
Ельєр Посо Бальйона (ісп. Elier Pozo Ballona, нар. 28 січня 1993, Консоласьйон-дель-Сур) — кубинський футболіст, що грає на позиції воротаря в клубі «Пінар-дель-Ріо». Виступав також за низку кубинських клубів та національну збірну Куби.

## Клубна кар'єра
Ельєр Посо розпочав виступи в командах майстрів у 2014 році в складі клубу «Пінар-дель-Ріо», в якому грав до 2015 році. У 2015 році воротар перейшов до клубу «Сьєнфуегос», проте за короткий час повернувся до команди «Пінар-дель-Ріо». У 2016 році Посо зіграв 1 матч у складі клубу «Сьєго-де-Авіла», і знову повернувся до «Пінар-дель-Ріо».
У 2017 році Ельєр Посо став гравцем клубу «Камагуей». З початку 2018 року воротар знову виступав у складі клубу «Пінар-дель-Ріо», після чого в 2019 році вдруге за кар'єру став гравцем клубу «Сьєнфуегос», проте за короткий час повернувся до «Пінар-дель-Ріо». У 2021 році Посо нетривалий час грав у складі бразильського нижчолігового клубу «Навегантес», а з початку 2022 року футболіст знову грає у складі клубу «Пінар-дель-Ріо».

## Виступи за збірну
У 2013 році Ельєр Посо у складі молодіжної збірної Куби грав на тогорічному молодіжному чемпіонаті світу. З 2015 року футболіст виступав у складі національної збірної Куби, у складі якої брав участь у розіграші Золотого кубка КОНКАКАФ 2019 року. У складі національної збірної Посо виступав до 2019 року, та зіграв у її складі 4 матчі.